# Karl Lindholm
Karl Lindholm (en ruso: Карл Линдхольм; 5 de mayo de 1860-4 de febrero de 1917) fue un deportista ruso que compitió en vela en la clase 10 Metre. Participó en los Juegos Olímpicos de Estocolmo 1912, obteniendo una medalla de bronce en la clase 10 Metre.

## Palmarés internacional
| Juegos Olímpicos | Juegos Olímpicos   | Juegos Olímpicos  | Juegos Olímpicos |
| Año              | Lugar              | Medalla           | Clase            |
| ---------------- | ------------------ | ----------------- | ---------------- |
| 1912             | Estocolmo (Suecia) | Medalla de bronce | 10 Metre         |